# لیو ویلیس
لیو ویلیس (انگلیسی: Leo Willis؛ ۵ ژانویه ۱۸۹۰ – ۱۰ آوریل ۱۹۵۲) بازیگر اهل ایالات متحده آمریکا بود.

## گزیدهٔ فیلم‌شناسی
- ما را ببخشید (۱۹۳۱)
- بیوهانکز (۱۹۳۱)
- پاها به جلو (۱۹۳۰)
- زیر صفر (۱۹۳۰)
- زندان (۱۹۲۹)
- لحظه سرنوشت‌ساز (۱۹۲۸)
- برادر کوچک (۱۹۲۷)
- محض رضای خدا (۱۹۲۶)
- زندگی ناگوار نیست؟ (۱۹۲۵)
- نزدیک دوبلین (۱۹۲۴)
- تحصیلدار (۱۹۲۱)
- ایتالیایی (۱۹۱۵)
- شبح طلا